# Moira
『Moira』（ミラ）は、Sound Horizonによるメジャー4作目のアルバム。2008年9月3日にキングレコードから発売された。

## 概要
同人時代からの通算で6作目のStory CDで、前作にあたる5th Story CD『Roman』から約2年ぶりにリリースされた。
CDには初回限定版と通常版が発売され、両者はジャケットイラストが異なるほか、初回限定版は刺繍入り特製BOX・特殊ブックレット仕様となっている。また、アニメイト・とらのあななどの一部販売店では、店舗チェーンごとに異なる10種類の特典（ポストカード、ショッパー等）が製作され、うち8店舗はそれぞれ異なるyokoyanによる描き下ろしイラストが使用された。
オリコン発表による9月2日付アルバムデイリーランキングにおいて、初登場1位を記録。シングル・アルバム通じて初の1位獲得となった。また、オリコン発表による9月16日付アルバム週間ランキングにおいても3位を記録している。
DVDとして2008年から2009年に開催されたコンサートの様子を収録した『Moira 〜其れでも、お征きなさい仔等よ〜』もリリースされている。
アルバム名の「Moira」とは、ギリシア神話に登場する運命の女神・モイラに由来するが、このCDの場合は「ミラ」と読む。
桂遊生丸による漫画化作品が『ウルトラジャンプ』（集英社）2016年1月号から連載された。

## 収録曲
1. 冥王 -Θανατος- [08:08]
歌：Θανατος、REMI、内藤彩加
2. 人生は入れ子人形 -Матрёшка- [07:19]
歌：Jimang、岩崎良美、KAORI、MIKI、霜月はるか、YUUKI
3. 神話 -Μυθος- [04:44]
歌：MIKI、REMI、霜月はるか、内藤彩加、KAORI、YUUKI
4. 運命の双子 -Διδυμοι- [05:00]
歌：YUUKI、霜月はるか、REMI、内藤彩加、KAORI、MIKI
5. 奴隷市場 -Δουλοι- [04:11]
歌：KAORI、REMI、内藤彩加、霜月はるか、MIKI 、YUUKI
6. 雷神域の英雄 -Λεωντιυς- [04:24]
歌：宇都宮隆
7. 死と嘆きと風の都 -Ιλιον- [07:33]
歌：MIKI、霜月はるか、KAORI、YUUKI、REMI、内藤彩加
8. 聖なる詩人の島 -Λεσβος- [05:19]
歌：岩崎良美、REMI、MIKI、霜月はるか
9. 遥か地平線の彼方へ -Οριζοντας- [05:05]
歌：Jimang、KAORI、YUUKI、内藤彩加
10. 死せる者達の物語 -Ιστορια- [05:42]
歌：Ελευσευς、栗林みな実、宇都宮隆、KAORI、YUUKI、REMI、内藤彩加、MIKI、霜月はるか
11. 星女神の巫女 -Αρτεμισια- [04:30]
歌：栗林みな実、REMI、MIKI、霜月はるか
12. 死せる乙女その手には水月 -Παρθενος- [05:27]
歌：栗林みな実、岩崎良美、Ελευσευς
13. 奴隷達の英雄 -Ελευσευς- [05:08]
歌：Ελευσευς、Θανατος、KAORI、YUUKI、REMI、内藤彩加、MIKI、霜月はるか
14. 死せる英雄達の戦い -Ηρωμαχια- [05:16]
歌：Ελευσευς、宇都宮隆、KAORI、YUUKI、REMI、内藤彩加、MIKI、霜月はるか
15. 神話の終焉 -Τελος- [02:05]

## ボーナストラック
神の光 -Μοιρα-
アルバム内のどこかに隠されているURLにアクセスし、ページ内に書かれている問いかけに答えると、ボーナストラックとして「神の光 -Μοιρα-」のmp3音源を入手する事ができる。
ボーナストラック用の隠しURLはキングレコードのサイト内にあるため、ポニーキャニオンに移籍した以降は閲覧不可となっていたが、メジャーデビュー15周年時のリマスター盤発売に伴い、再度閲覧可能となった。
2012年4月13日に発売されたベストアルバム『Chronology [2005-2010]』にも「神の光 -Μοιρα-」は収録されている。

## 制作・参加メンバー
作詞・作曲・編曲
- Revo

ボーカル
- Θανατος
- 宇都宮隆
- 岩崎良美
- 栗林みな実
- 霜月はるか
- 内藤彩加
- MIKI
- REMI
- KAORI
- YUUKI
- Jimang
- Eλευσευς

ボイス・ナレーション
- 深見梨加
- 飛田展男
- 大塚明夫
- 桑島法子
- 若本規夫
- ゆかな
- 井上麻里奈
- 小山力也
- 日髙のり子
- 中村悠一
- Binchai
- Ken Summerstone
- Ike Nelson

ジャケットイラスト
- yokoyan